# The Middle Management〜女性中間管理職〜/我武者LIFE/次の角を曲がれ
「The Middle Management〜女性中間管理職〜/我武者LIFE/次の角を曲がれ」（ザ・ミドル・マネージメント じょせいちゅうかんかんりしょく/がむしゃライフ/つぎのかどをまがれ）は、2015年4月1日にアップフロントワークス（zetimaレーベル）から発売された℃-uteのメジャー27枚目のシングル。

## 概要
初回生産限定盤A・B・C、通常盤A・B・Cの6形態で発売。すべての初回生産限定盤はCD+DVDで、すべての通常盤はCDのみとなっている。すべての盤に2015年6月11日(木)横浜アリーナ公演チケット特別先行受付チラシが封入されている。すべての初回生産限定盤にイベント抽選シリアルナンバーカードが封入されている。初回仕様のすべての通常盤にはトレカサイズ生写真（ランダム、通常盤A：「The Middle Management〜女性中間管理職〜」衣裳のソロ5種+集合1種、通常盤B：「我武者LIFE」衣裳のソロ5種+集合1種、通常盤C：「次の角を曲がれ」衣裳のソロ5種+集合1種）が封入されている。
デビュー以来℃-uteの楽曲は一貫してつんく♂が手掛けてきたが、本作では1曲目の作詞のみに留まり、様々なアーティストが楽曲提供している。

## 収録曲

### 初回生産限定盤A、通常盤A
1. The Middle Management〜女性中間管理職〜 [3:23]
作詞：つんく、作曲・編曲：DANIEL MERLOT / AURELIEN POUDAT / HYON D / TAKANORI TSUNODA / STEFAN BROADLEY
2. 我武者LIFE [4:52]
作詞：SHOCK EYE、作曲：KOUGA supported by SHOCK EYE、編曲：soundbreakers
テレビ朝日系全国放送「musicる TV」ミリオン連発音楽作家塾第3弾ソング
3. 次の角を曲がれ [4:20]
作詞・作曲：中島卓偉、編曲：鈴木Daichi秀行、ストリングスアレンジ：クラッシャー木村
4. The Middle Management〜女性中間管理職〜 (Instrumental) [3:23]
5. 我武者LIFE (Instrumental) [4:52]
6. 次の角を曲がれ (Instrumental) [4:19]

初回生産限定盤A付属DVD
1. The Middle Management〜女性中間管理職〜 (Music Video) [4:16]

### 初回生産限定盤B、通常盤B
1. 我武者LIFE [4:52]
2. 次の角を曲がれ [4:20]
3. The Middle Management〜女性中間管理職〜 [3:23]
4. 我武者LIFE (Instrumental) [4:52]
5. 次の角を曲がれ (Instrumental) [4:19]
6. The Middle Management〜女性中間管理職〜 (Instrumental) [3:23]

初回生産限定盤B付属DVD
1. 我武者LIFE (Music Video) [6:23]

### 初回生産限定盤C、通常盤C
1. 次の角を曲がれ [4:20]
2. The Middle Management〜女性中間管理職〜 [3:23]
3. 我武者LIFE [4:52]
4. 次の角を曲がれ (Instrumental) [4:19]
5. The Middle Management〜女性中間管理職〜 (Instrumental) [3:23]
6. 我武者LIFE (Instrumental) [4:52]

初回生産限定盤C付属DVD
1. 次の角を曲がれ (Music Video) [5:13]

## クレジット
The Middle Management 〜女性中間管理職〜
- Track produce & Track Making：DANIEL MERLOT
- Track Making：AURELIEN POUDAT / HYDN D
- Melody Making：角田崇徳 / STEPHAN BROADLEY
- Chorus：CHINO

我武者LIFE
- Track Making：Amin03
- Violin：クラッシャー木村 / 金子芳子 / 上里はな子 / 石亀協子
- Viola：三木章子 / 舘泉礼一
- Cello：遠藤益民 / 原口梓
- Chorus：鈴木愛理 / M!ho / KOUGA
- Musician Coordinator：茂住亮介（FACE MUSIC）
- Supervised by SHOCK EYE from 湘南乃風
- Special Thanks：テレビ朝日系全国放送『musicる TV』

次の角を曲がれ
- Guitar, Bass & Programming：鈴木Daichi秀行
- Drums：山内優
- Strings Arrangement & Violin：クラッシャー木村
- Violin：上里はな子
- Viola：三木章子
- Cello：遠藤益民
- Chorus：中島卓偉, ℃-ute
- Musician Coordinator：荒井成美（Solid Force）